# 케리 멀리건
케리 해나 멀리건(영어: Carey Hannah Mulligan, CBE, 1985년 5월 28일 ~ )은 잉글랜드의 배우이다. 2005년 《오만과 편견》에서 키티 베넷 역으로 첫 스크린 데뷔를 하였다. 그녀는 《닥터 후》, 《황폐한 집》, 《노생거 사원》등 영국의 TV 프로그램들에도 출연했다. 2008년, 그녀는 안톤 체호프의 《갈매기》의 재공연을 통해서 비평적인 극찬을 맡으며 브로드웨이 데뷔를 하였다.
2009년, 그녀는 미국 아카데미 시상식에서 여우주연상 후보와 영국 아카데미 시상식(BAFTA) 여우주연상 수상을 가져다준, 《언 애듀케이션》의 제니 역으로 널리 알려졌다. 또한 그녀는 골든 글로브상 극영화 부문 여우주연상과 미국 배우 조합상 영화 부문 여우주연상 후보에 오르기도 했다. 그녀는 《그레이티스트》, 《네버 렛 미 고》, 《드라이브》, 《셰임》, 《위대한 개츠비》, 《인사이드 르윈》등에 주연으로 출연했다.

## 어린 시절
멀리건은 영국 런던의 웨스터민스터에 중산층 집안으로 태어났다. 그녀의 아버지 스티븐은 본래 리버풀 출신이고, 그녀의 어머니 나노(처녀 성:부스)는 서웨일스에 란데일로 출신이다. 멀리건의 아버지는 아일랜드계이다. 그녀의 오빠는 오웨인은 영국 육군 전 대위이며, 이라크와 아프가니스탄 등지에서 복무하였다. 멀리건의 어머니는 대학 강사이고 아버지는 호텔 매니저이다. 두 부모님은 20살 시절에 호텔에서 일하던 시절에 만났다. 멀리건이 3살이 되던때에 그녀의 아버지가 독일에서 일하게 되어, 그곳으로 이민을 가기도 했다. 독일에서 거주하는 동안, 멀리건과 어머니는 뒤셀도르프의 국제 학교에 다녔다. 그녀가 8살이던때, 가족들과 함께 영국으로 돌아갔다. 10대 시절에는 서리주에 있는 우딩햄 스쿨에 다녔다.
멀리건이 연기에 관심을 갖게 된 것은 그녀가 6살때, 그녀의 오빠가 학교 과제로 《왕과 나》를 연기하는 것을 보고나서이다. 오빠의 리허설을 하는 동안에, 그녀는 오빠의 선생님들에게 그 연극에 자신을 출연시켜달라고 애원하기도 했다. 그래서 그들은 그녀를 코러스로 넣어줬다. 10대 시절을 우딩햄 스쿨에서 보내는 동안, 그녀는 극도로 연극에 몰두했다. 그녀는 극 드라마 부서의 학생 대표였으며, 연극과 뮤지컬등을 공연을 했고, 어린 학생들을 데리고 워크샵을 지휘했고, 프로덕션에 도움을 주었다. 멀리건이 16살이던 때, 그녀는 케네스 브래너가 주연이던 《헨리 5세》의 프로덕션에 지원하였다. 그의 연기는 그녀를 대담하게 만들었고 연기를 통해 자신의 커리어를 얻겠다는 그녀의 믿음을 확고하게 하였다. 멀리건은 그에게 조언을 구하며 편지를 보냈다. "저는 부모님에게 연기를 하고 싶다고 하였고, 부모님은 그걸 원하지 않으세요. 하지만 이것이 제 인생에 천직이라는걸 느꼈어요."라고 그녀가 말했다. 케네스의 자매는 멀리건에게 다시 답변을 쓰며 "케네스가 말하길, 너가 배우가 되겠다고 강한 필요성을 느겼다면, 너는 배우가 되어야만 해"라고 전해줬다.
멀리건의 부모님은 그녀의 연기에 대한 포부를 탐탁치 여기지 않았고 그녀의 오빠처럼 대학교에 진학하길 바랐다. 17살 때, 그녀는 합격할 것을 기대하고 대학교를 지원하는 대신에 런던의 세 개의 연극 학교에 지원을 했지만, 그 이후에 연락을 받지 못했다. 멀리건의 마지막 우딩햄 스쿨을 다니던 해에, 배우이자 각본가인 줄리언 펠로스는 《고스포드 파크》 제작을 하던참에 그녀의 학교에 있을 때 한 편지를 받았다. 멀리건은 그 편지를 전해준후에 펠로스와 잠시 대화를 하였고 연기 커리어에 대한 그의 조언을 구했다. 하지만 펠로스는 그녀에게 직업을 바꿀것을 설득했고 대신에 "변호사와 결혼을 해라"라며 제안했다. 그럼에도 단념하지 않은 멀리건은 펠로스에게 편지를 보내며 자신은 연기에 진지하며 인생에 있어 소명이라고 밝혔다. 몇 주가 흘러서, 펠로스의 아내 에마는 그녀와 남편이 젊고 유망한 배우들에게 조언을 해주는 저녁 식사에 멀리건을 초대했다. 그 저녁 식사는 멀리건과 캐스팅 어시스턴트를 소개시키게 했고, 이는 《오만과 편견》 배역 오디션을 이끌었다. 멀리건은 3개의 배역에 오디션을 봤고 마침내 키티 베넷 역에 합격하게 되었다. 10대 후반과 20대 초반 사이 동안, 멀리건은 펍에서 바텐더와 일링 스튜디오의 심부름꾼으로도 일을 했다.

## 경력
19살이던 2004년, 멀리건은 런던에 있는 로열 코트 극장에서 연극 《Forty Winks》를 통해서 극무대 데뷔를 하였다. 그녀는 다음해인 2005년에 제인 오스틴의 소설을 각색한 영화 《오만과 편견》에서 키티 베넷을 연기하며, 영화 스크린에 데뷔했다. 그 해 말에 그녀는 그녀의 tv 무대 데뷔작이자 영국 아카데미 텔레비전상을 수상하고 찰스 디킨스의 소설을 각색한 BBC의 드라마 《황폐한 집》에 오디션을 봤고 에이다 클레어 역을 얻었다. 2007년 그녀의 출연작은 대니얼 래드클리프 주연의 《마이 보이 잭》이며, 그녀는 거기서 조연으로 출연했다. 멀리건은 오빠의 참전을 처절하게 반대하는 그녀의 배역인 엘리스 역을 지원했다. 그녀는 《닥터 후》의 한 에피소드에서 메인 캐릭터 샐리 스패로 역을 연기하여 컨스텔레이션상을 수상했다. 그녀는 극찬을 받은 《갈매기》의 재공연에 니나로 출연하면서 2007년을 마쳤다. 데일리 텔레그래프는 그녀의 연기에 대해 "상당하고 비상한 연기를 내뿜는다."라고 평했고 옵서버는 그녀를 "엄청나게 참을 수 없는 충격."이라고 칭했다. 그 쇼가 진행되던 중반 동안에, 그녀는 맹장 수술을 받아야만 했고, 이로 인해 한 주간 공연을 하지 못하였다. 2008년에 미국의 《갈매기》에서 브로드웨이 데뷔 공연을 했고, 그녀는 드라마 데스크상 후보에 지명됐지만 앤절라 랜스베리에게 상을 내주었다.

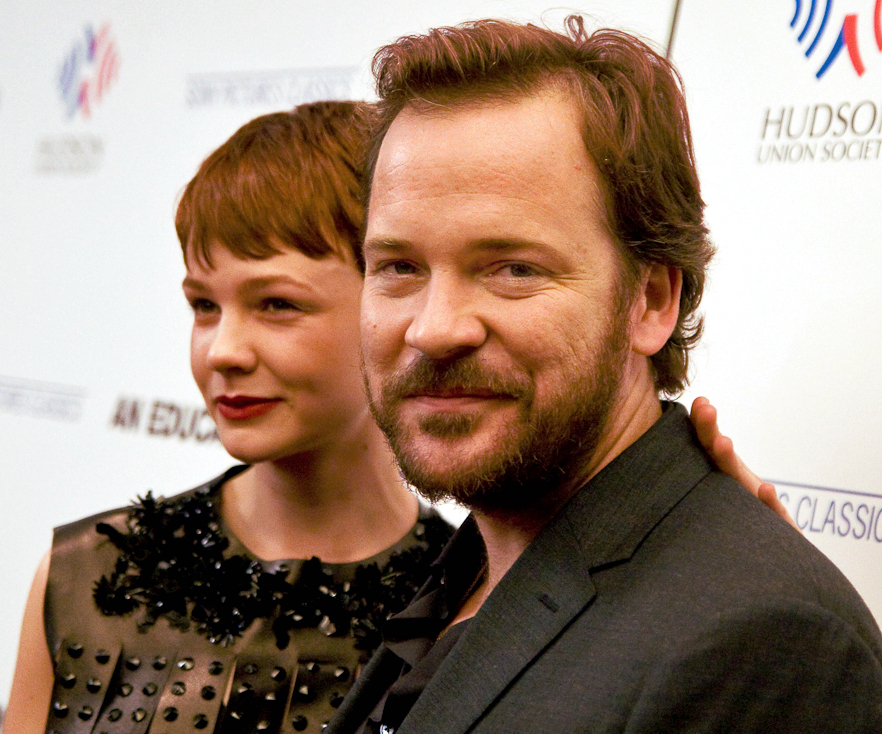
2009년 10월, 《언 애듀케이션》 시사회에서 공동주연인 피터 사스가드와 멀리건

그녀의 인생에 있어 전환점이 된 22살에, 그녀는 덴마크 감독 로네 시에비이 감독을 맡고 닉 혼비가 각본을 쓴 2009년의 독립 영화 《언 애듀케이션》에서 주연인 제니에 캐스팅되었다. 100여 명이 넘는 배우들이 그 배역에 지원했으나, 멀리건의 오디션이 시에비를 가장 인상깊게 하였다. 영화와 멀리건의 연기는 평론가들에게 극찬을 받았고, 그녀는 아카데미 상, 골든 글로브상, 미국 배우 조합상, 영국 아카데미 영화상 후보에 올랐다. 엔터테인먼트 위클리의 리사 슈워츠바움과 버라이어티의 토드 매카시 둘 모두는 그녀의 연기를 오드리 햅번과 비교하기도 하였다. 롤링 스톤의 피터 트래버스는 그녀를 "환상적이며, 스타 탄생을 알리는 연기"라며 묘사했고, 반면 USA 투데이의 클로디아 푸이그는 멀리건이 올해의 최고의 연기를 펼쳤다고 느꼈으며, 타임스의 토비 영은 그녀가 그 영화를 이끌었다라고 하였다. 가디언에서 기고를 하는 피터 브래드쇼는 그녀가 "놀라운 연기."를 펼쳤다고 결론지었다. 멀리건은 2009년 베를린 국제 영화제에서 Shooting Stars Award의 수상자 중 한명이였고 영국 시민들이 투표로 선정하는 영국 아카데미 영화상의 신인상 후보에 오르기도 하였다.
멀리건은 그다음 작품으로 독립 영화 《그레이티스트》(2009)에서 사망한 애인의 아이를 임신한 여인 역으로 출연하였다. 감독에 따르면, 그녀의 이 작품의 합류가 "엄청난" 도움을 줬다고 한다. 영화 예술 과학 아카데미에 초대를 받은 후, 그녀는 2005년에 출판한 이시구로 가즈오의 소설을 각색한 《네버 렛 미 고》에서 연기와 내레이션을 하였고, 영국의 독립 영화상을 수상했다. 그 영화는 2010년 9월에 개봉하였고, 올리버 스톤이 감독을 맡은 그녀의 또 다른 출연작 《월 스트리트: 머니 네버 슬립스》과 경쟁하였다. 그녀의 첫 메이저 스튜디오 작품이였던 그 영화는 2010년 칸 영화제에 경쟁작으로 상영이 취소되었다. 그해 말에 그녀는 벨 & 세바스찬의 《Write About Love》의 보컬을 맡기도 했다.

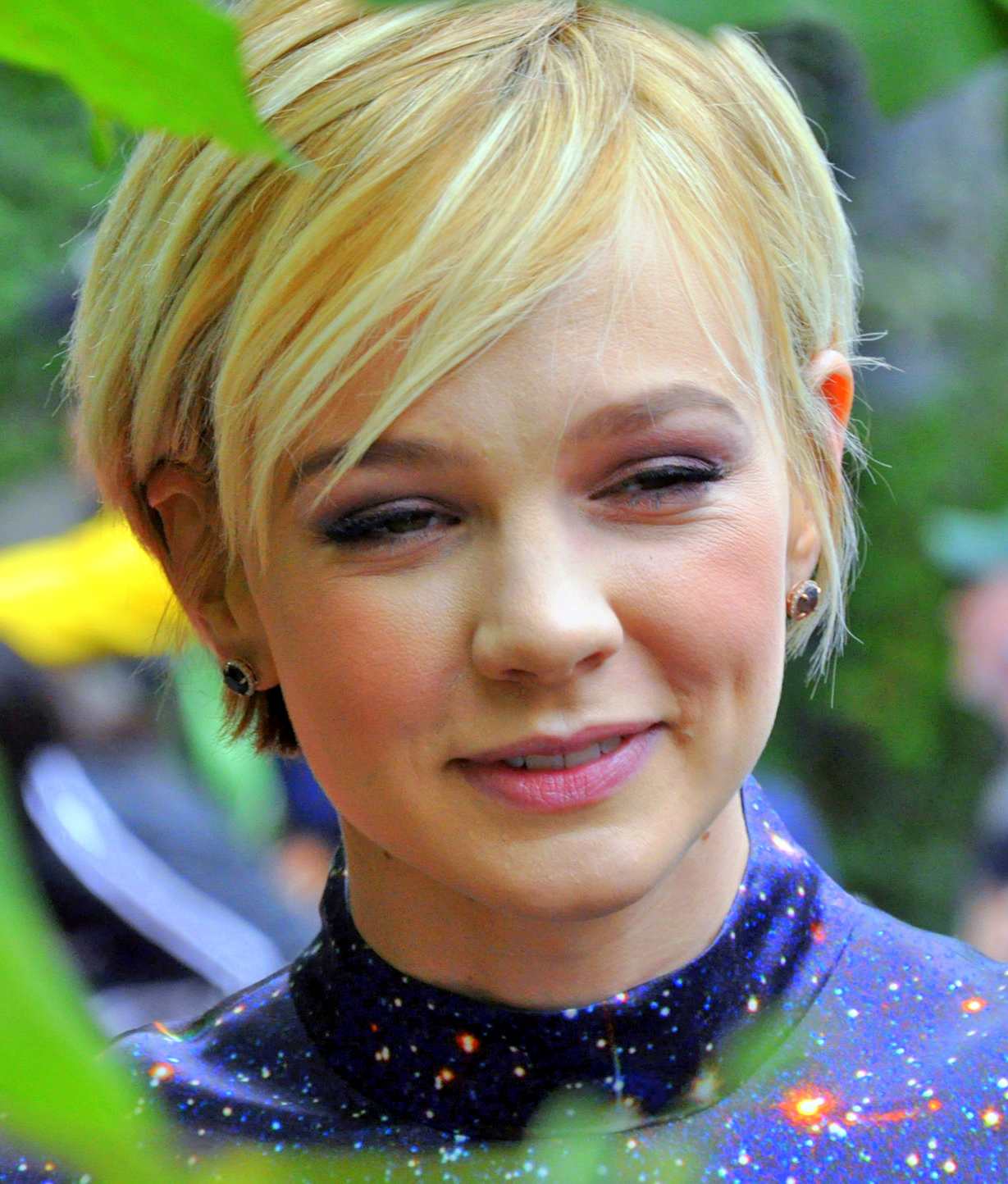
2010년 토론토 국제 영화제에서

멀리건은 Atlantic Theater Company의 오프브로드웨이를 통해 극무대로 복귀하여 2011년 5월 13일부터 7월 3일까지 열린 잉마르 베리만의 영화를 각색한 《거울을 통해 어렴풋이》에 출연했다. 멀리건은 주연인, 정신적으로 불안한 여인을 연기했고, 평론가들로부터 열렬한 찬사를 받았다. 뉴욕 타임즈의 극 비평가 벤 브랜틀리는 멀리건의 연기에 대해 "최고의 연기"라고 기고했으며, 그는 또한 그녀를 "비범하다"와 "그녀 세대 사이에서 최고의 배우 중 한명"이라고 묘사했다.
멀리건은 니콜라스 빈딩 레픈이 연출한 2011년의 네오누아르 영화 《드라이브》에 공동 주연을 맡았다. 멀리건은 그 영화를 통해 여우조연상 후보에 오르며 그녀의 두 번째 영국 아카데미 영화상 후보에 올랐다. 《드라이브》는 작품상과 감독상을 포함하여 영국 아카데미 영화상에 총 4개의 부문 후보에 올랐다. 멀리건은 2011년 1월 뉴욕에서 마이클 패스벤더와 함께 스티브 매퀸의 섹스중독 드라마 영화 《셰임》 촬영을 시작했다. 《드라이브》는 2011년 칸 국제 영화제에 그리고 《셰임》은 2011년 베니스 국제 영화제에 첫 상영했으며, 둘다 좋은 평가를 받았다. 《셰임》에서 그녀의 연기에 대해 롤링 스톤의 영화 평론가 피터 트래버스는 "멀리건은 모든 점에서 놀랍다."라고 기고했다.
그녀는 2013년 5월에 개봉한 《위대한 개츠비》에 레오나르도 디카프리오의 상대역인 데이지 뷰캐넌을 연기했다. 멀리건은 2010년 가을에 데이지 배역에 오디션을 봤었다. 2010년 10월 뉴욕에서 열린 보그의 패션 디너에 참석했었던 그녀는 배즈 루어먼 감독의 아내 캐서린 마틴에게서 배역의 합격 소식을 받았다. 2012년 5월, 멀리건은 위대한 개츠비를 테마로 한 2012년 메트 갈라에 애나 윈터와 함께 공동 의장을 맡았었다.
멀리건은 토마스 빈터베르가 감독을 맡은 토머스 하디의 소설 《성난 군중으로부터 멀리》를 각색한 영화에 출연했다.
2014년 6월 초, 멀리건은 런던의 웨스트엔드에 있는 윈덤 극장에서 스티븐 달드리가 감독을 맡은 스카이라잇을 빌 나이, 매슈 비어드와 함께 출연하였다. 그 공연은 2014년 이브닝 스탠더드 연극상에서 올해의 재연상을 수상했고 2014년 로런스 올리비에상의 최우수 재연상 후보에 오르기도 했다. 그녀는 스카이라잇으로 브로드웨이에 복귀했다. 키라 홀리스 역에 대한 그녀의 연기는 비평적 극찬을 받았고 토니상 연극 부문 여우주연상 후보에 올랐다.
그녀는 세라 개브런이 연출, 애비 모건이 각본을 맡은 영화 《서프레제트 (영화)》에 출연했으며, 2015년 10월에 개봉했다.
2016년 9월, 그녀가 리처드 포드의 동명의 소설을 각색한 영화 《와일드라이프》에 제이크 질렌홀의 상대역으로 출연할 것이 알려졌다. 이 영화는 폴 다노가 연출 및 다노와 조 카잔이 각본을 맡았다.

## 개인사
멀리건은 멈퍼드 & 선스의 리드 보컬 마커스 멈퍼드와 결혼했다. 그들은 어린시절 펜팔 친구였지만, 그 후에 연락이 안됐지만 이후에 성인이 되어 다시 만났다. 그들은 코언 형제의 영화 《인사이드 르윈》 제작을 마친고 몇주 뒤인 2012년 4월 12일에 결혼식을 올렸다.

## 자선 사업
연기외에도 멀리건은 Safe Project에 참가한 배우중 한명이였다. 그녀는 2010년 영국 아카데미 시상식에서 입었던 마들렌 비오네의 드레스를 골동품점에 기부했고, 그것을 판매한걸 옥스팜 기금으로 다시 기부되었다.
멀리건은 2012년에 알츠하이머와 치매에 대한 의식과 연구 기금을 모으는 것을 목표로하는 알츠하이머 병학회의 대사가 되었다. 그녀의 할머니는 알츠하이머로 고생했었고 얼마 못가서 그녀를 알아보지 못했다. 그녀는 2012년에 열린 알츠하이머 병학회 주최의 Memory Walk 행사에서 주최 측을 돕고 참가하였으며, 2013년 런던에서 열린 나이키 주최의 Run to the Beat 하프마라톤 행사에서 알츠하이머 병학회 측의 선수의 스폰서 중 한 명이였다.
2014년에 그녀는 전쟁 고아 재단의 대사가 되었고, 그 해에 그 직위로 콩고민주공화국을 방문했다.

## 출연 작품

### 영화
| 년도 | 제목 원제목                                                                    | 역할              | 비고   |
| ---- | ------------------------------------------------------------------------------ | ----------------- | ------ |
| 2005 | 오만과 편견 Pride & Prejudice                                                  | 키티 베넷         |        |
| 2007 | 아버지를 마지막으로 본 것은 언제입니까? And When Did You Last See Your Father? | 레이철            |        |
| 2009 | 그레이티스트 The Greatest                                                      | 로즈              |        |
| 2009 | 브라더스 Brothers                                                              | 캐시 윌리스       |        |
| 2009 | 퍼블릭 에너미 Public Enemies                                                   | 캐럴              |        |
| 2009 | 언 애듀케이션 An Education                                                     | 제니 멜러         |        |
| 2010 | 네버 렛 미 고 Never Let Me Go                                                  | 캐시 H            |        |
| 2010 | 월 스트리트: 머니 네버 슬립스 Wall Street: Money Never Sleeps                  | 위니 게코         |        |
| 2011 | 드라이브 Drive                                                                 | 아이린            |        |
| 2011 | 셰임 Shame                                                                     | 시시 설리번       |        |
| 2013 | 위대한 개츠비 The Great Gatsby                                                 | 데이지 뷰캐넌     |        |
| 2013 | 인사이드 르윈 Inside Llewyn Davis                                              | 진 버키           |        |
| 2015 | 성난 군중으로부터 멀리 Far from the Madding Crowd                              | 배스셔바 에버딘   |        |
| 2015 | 서프레제트 (영화) Suffragette                                                  | 모드              |        |
| 2017 | 치욕의 대지 Mudbound                                                           | 로라 매클런       |        |
| 2018 | 와일드라이프 Wildlife                                                          | 재닛 브린슨       |        |
| 2020 | 프라미싱 영 우먼 Promising Young Woman                                         | 캐시 토머스       | 기획   |
| 2021 | 더 디그 The Dig                                                                | 이디스 프리티     |        |
| 2022 | 그녀가 말했다 She Said                                                         | 메건 투헤이       |        |
| 2023 | 마에스트로 번스타인 Maestro                                                    | 펠리시아 번스타인 |        |
| 2023 | 솔트번 Saltburn                                                                |                   |        |
| 2024 | 우주인 Spaceman                                                                | 렌카              |        |
| 2025 | 와일드우드 Wildwood                                                            | 알렉산드라        | 목소리 |

### 텔레비전
| 년도 | 제목 원제목                                                        | 역할                            | 비고                          |
| ---- | ------------------------------------------------------------------ | ------------------------------- | ----------------------------- |
| 2005 | 황폐한 집 Bleak House                                              | 에이다 클레어                   | TV 미니 드라마; 15 에피소드   |
| 2006 | 놀라운 프리처드 부인 The Amazing Mrs Pritchard                     | 에밀리 프리처드                 | TV 드라마; 6 에피소드         |
| 2006 | 미스 마플: 헤이즐무어 살인사건 Agatha Christie's Marple            | 바이얼릿 윌릿                   | TV 영화                       |
| 2006 | 트라이얼 앤 레트리뷰션 X Trial & Retribution X: Sins of the Father | 에밀리 해러게이트               | TV 드라마 (2 에피소드)        |
| 2007 | 웨이킹 데드 Waking the Dead                                        | 브리지드 수녀                   | TV 드라마 (2 에피소드)        |
| 2007 | 노생거 사원 Northanger Abbey                                       | 이저벨라 소프                   | TV 영화                       |
| 2007 | 마이 보이 잭 My Boy Jack                                           | 엘시 키플링                     | TV 영화                       |
| 2007 | 닥터 후 Doctor Who                                                 | 샐리 스패로                     | TV 드라마 (에피소드: "Blink") |
| 2014 | 스포일스 오브 바빌론 The Spoils of Babylon                         | 앤 요크 부인 (목소리)           | TV 미니시리즈; 2 에피소드     |
| 2018 | 콜래트럴 이펙트 Collateral                                         | Detective Inspector Kip Glaspie | TV 미니시리즈                 |

### 연극
| 연도    | 제목 원제목                                 | 역할        | 장소                       |
| ------- | ------------------------------------------- | ----------- | -------------------------- |
| 2004    | 포티 윙크스 Forty Winks                     | 헤르미아    | 로열 코트 극장             |
| 2005–06 | 심기증 환자 The Hypochondriac               | 안젤리크    | 알메이다 극장              |
| 2007    | 갈매기 The Seagull                          | 니나        | 로열 코트 극장 이언 찰슨상 |
| 2008    | 갈매기 The Seagull                          | 니나        | 브로드웨이 월터 커 극장    |
| 2011    | 거울을 통해 어렴풋이 Through a Glass Darkly | 카린        | 뉴욕 시어터 워크숍         |
| 2014    | 스카이라잇 Skylight                         | 키라 홀리스 | 웨스트엔드 윈덤 극장       |
| 2015    | 스카이라잇 Skylight                         | 키라 홀리스 | 브로드웨이 골든 극장       |
| 2018    | 걸스 앤 보이스 Girls & Boys                 |             | 로얄 코트 극장             |

## 디스코그래피
| 연도 | 음반                                 | 제목(곡)                                                            |
| ---- | ------------------------------------ | ------------------------------------------------------------------- |
| 2010 | Belle and Sebastian Write About Love | "Write About Love"의 보컬                                           |
| 2013 | 인사이드 르윈 (사운드 트랙)          | "Five Hundred Miles"의 보컬 (저스틴 팀버레이크, 스타크 샌즈와 함께) |
| 2015 | 성난 군중으로부터 멀리 (사운드 트랙) | "Let No Man Steal Your Thyme"의 보컬 (마이클 쉰과 함께)             |